# بيني والاس
بيني والاس (بالإنجليزية: Bennie Wallace)‏ هو عازف ساكسفون أمريكي، ولد في 18 نوفمبر 1946 في تشاتانوغا في الولايات المتحدة.

## وصلات خارجية
- الموقع الرسمي
- بيني والاس على موقع IMDb (الإنجليزية)
- بيني والاس على موقع ميوزك برينز (الإنجليزية)
- بيني والاس على موقع أول ميوزيك (الإنجليزية)
- بيني والاس على موقع ديسكوغز (الإنجليزية)
- بيني والاس على موقع قاعدة بيانات الفيلم (الإنجليزية)